# Дрифтсете
Дрифтсете (њем. Driftsethe) општина је у њемачкој савезној држави Доња Саксонија. Једно је од 57 општинских средишта округа Куксхафен. Према процјени из 2010. у општини је живјело 710 становника. Посједује регионалну шифру (AGS) 3352014.

## Географски и демографски подаци
Дрифтсете се налази у савезној држави Доња Саксонија у округу Куксхафен. Општина се налази на надморској висини од 5 метара. Површина општине износи 15,4 km². У самом мјесту је, према процјени из 2010. године, живјело 710 становника. Просјечна густина становништва износи 46 становника/km².